# 蜜環菌
蜜環菌（学名：Armillaria mellea），又名榛蘑、臻蘑、蜜蘑、蜜环蕈、栎蕈，分布於全球各地區，是蜜環菌屬可食用担子菌门真菌。它是一種植物病原體，是由密切相關且形態相似的物種組成的隐存种复合群的一部分。 它會導致許多植物物種出現蜜环菌属根腐病，並在受感染的樹根周圍產生蘑菇。 感染症狀出現在受感染樹木的樹冠上，表現為葉子變色、生長減少、樹枝枯死和死亡。 蘑菇是可以食用的，但有些人可能不耐受。 該物種能夠通過菌絲體中的生物發光產生光。
蜜環菌廣泛分佈於北半球溫帶地區。
該種黑色菌素生長於春天與秋天的低中海拔林區，數天生，肉質軟韌質，菌蓋2cm－8cm寬，全株可食。也是偶見木棲腐生或木棲寄生的野菇之一種。
野生蜜環菌能在针叶林中大量生长，曾经是极少数不能人工培育的食用菌之一。蜜環菌的栽培起初始于天麻栽培的需要，因为天麻需要借助蜜环菌的菌丝体提供养分。这种做法从1994年就有了。2017年，黑龙江菇农成功栽培出蜜环菌的子实体（榛蘑）。现在利用收走天麻剩下的菌丝体，加以额外的木材提供营养，就可以在产出天麻后再收一批榛蘑。

## 主要特征
多数蜜环菌整体呈蜜黄色或淡土黄色，也有颜色发白的。菌盖顶部通常有小鳞片，有蜜色菌环。有资料称蜜环菌会在黑暗中会发出微弱的光。